# Saint-Amant-de-Nouère

Saint-Amant-de-Nouère este o comună în departamentul Charente, Franța. În 1 ianuarie 2022 avea o populație de 350 de locuitori.